# Альтшулер, Александр Борисович
Алекса́ндр Бори́сович Альтшу́лер (29 сентября 1938, Ленинград — 2 октября 2014, Иерусалим) — русский и израильский поэт.
Принадлежал к кругу ленинградской неофициальной культуры. Поэтический стиль Альтшулера, начав формироваться в 1950-е годы, развивался и трансформировался им на протяжении всей его жизни. С конца 1950-х публиковался в самиздате, впоследствии – также в ряде бумажных и сетевых изданий. Автор поэтических сборников «Неужели всегда ряд за рядом» и «Я не знаю себе имени». С 1993 г. жил в Иерусалиме.

## Биография
Родился в Ленинграде. В детстве занимался в поэтической студии Дворца пионеров им. Жданова, а затем в литературной студии Ленинградского Педагогического института. 
Окончил Технологический институт им. Ленсовета, где познакомился с «малыми ахматовцами»: Е. Рейном, Д. Бобышевым и А. Найманом.
С юности был близким другом и поэтическим визави Л. Аронзона, что выразилось также в многочисленных стихах, которые они посвящали друг другу.
Круг  общения, центром которого были Л. Аронзон и его жена Р. Пуришинская, стал неотъемлемой частью его жизни.
В 1960-е сблизился с Е. Михновым-Войтенко, который стал для Альтшулера одной из самых значимых фигур. Сохранились магнитофонные записи их бесед, сделанные Е. Сорокиной и впоследствии изданные ею.
С 1963 г. работал инженером-электронщиком и занимался преподаванием. Более 30 лет разрабатывал альтернативные методики обучения русскому языку, математике, физике и электронике. В основе его методик лежало расширенное представление о едином пространстве всех знаний. Эти дисциплины и, шире, науку Альтшулер рассматривал как территорию поэтического текста.
В 1966-1967 гг. работал в Игарке инженером-наладчиком на кораблях. К этому периоду относится его поэтическая переписка с друзьями, в частности – с Л. Аронзоном.
В 1968 г. вернулся в Ленинград.
Репатриировался в Израиль в 1993. Работал на стройке, на почте, в школе и в экспериментальных научно-технологических теплицах-инкубаторах(так наз. «хамамот»). Продолжал заниматься частной преподавательской практикой.
Участвовал в совместных с Г. Блейх и Ю. Лагус художественных проектах «Переводы» и «Разбитые сосуды».
В 1996 году его поэтический цикл «Голубой парашют» был проиллюстрирован русско-израильско-французским художником А. Путовым.
В последние годы своей жизни переписывался с К. Кузьминским.
В Иерусалиме и Бостоне (2012 г.) состоялись сольные поэтические вечера Альтшулера.
В 2014 году стал лауреатом литературной премии ИО, названной так в память об одноимённом самиздатовском журнале, выпускавшемся Г.-Д. Зингер и Н. Зингером, при участии И. Малера, и вручаемой с 1995 года. Альтшулер стал шестым лауреатом этой премии за все время её существования. В жюри вошли Г.-Д. Зингер, Н. Зингер и А. Иличевский.
В 2020 году стал лауреатом петербургской независимой премии «Georgievich Award. Heaven 49», решением орг.комитета и жюри Альтшулеру присвоен орден «С Благодарностью от Человечества!», за особые заслуги в области литературы и вклад в мировую культуру.
Умер 2 октября 2014 года.